# Lizzie McGuire (banda sonora)
Lizzie McGuire es la banda sonora de la serie de televisión del mismo nombre. El álbum es una colección de éxitos de varios artistas, utilizando como música de fondo la inspiración de los artistas. También incluye el opening de la serie y una canción de Hilary Duff, la actriz que interpreta a Lizzie. Este fue el álbum debut de Hilary. El álbum ha vendido más de un millón de copias en E.U.A y fue certificado platino.

## Lista de canciones
1. "I Can't Wait" Hilary Duff
2. "Why Can't We Be Friends" Smash Mouth
3. "All I Can Do" Jump5
4. "Us Against the World" Play
5. "Irresistible" Jessica Simpson
6. "ABC" Jackson 5
7. "Everybody Wants Ya" S Club 7
8. "Start the Commotion" The Wiseguys
9. "Walk Me Home" Mandy Moore
10. "What They Gonna Think" fan_3
11. "Have a Nice Life, Baby" Dana Dawson
12. "Theme Song to Lizzie McGuire"